# Пеней
Пеней (дав.-гр. Πηνειός) — персонаж давньогрецької міфології, бог однойменної річки в Фессалії, один з трьох тисяч річкових богів, дітей титанів Океану і Тетії , брат трьох тисяч океанід.
Чоловік німфи Креуси. Їх діти: Гіпсей, Андрій, Стілба. За однією з версій, є батьком німфи Дафни (в інших джерелах йдеться про Пелопонеського Пенея ). Його онукою або дочкою була Кірена. 
Хотів допомогти Лето, але Арес пригрозив йому